# Automedicación
La automedicación es la medicación sin consejo médico (en el caso de medicamentos de prescripción) y farmacéutico (en el caso de medicamentos OTC). Crea diversas complicaciones si no se tienen suficientes conocimientos. Algunas de esas complicaciones son las siguientes:
- Disminución de la efectividad de los antibióticos en la persona que los toma y generación de cepas de bacterias resistentes (véase Resistencia a antibióticos) al antibiótico que pueden infectar a otras personas
- Interacciones

Un caso con poco riesgo de automedicación es el de los medicamentos contra el resfriado. Normalmente los médicos los recomiendan cuando el paciente va a consulta y a veces recomiendan su uso sin la indicación de una nueva visita. Una alternativa de la consulta médica es la consulta con el farmacéutico, que posee un importante conocimiento de los medicamentos que dispensa como resultado de una carrera universitaria y de su constante formación post-universitaria. El farmacéutico, en caso de que vea necesario un diagnóstico, debe remitir al paciente al médico.
Aunque el uso incorrecto de medicamentos se asocia con el que los toma, en algunos casos el tratamiento inadecuado es prescrito por el propio médico. Es el caso de recetar sistemáticamente antibióticos para el catarro o la gripe. Los antibióticos no tienen efecto en estas enfermedades, ya que solo son útiles en los casos que se combinan con otras infecciones.

## Medicamentos sin receta médica
En las farmacias se pueden dispensar algunos medicamentos sin necesidad de una receta; esos medicamentos se conocen como medicamentos de venta libre y también como medicamentos de venta directa o medicamentos de venta sin receta u OTC (over the counter).  Es posible que en la actualidad los casos de reacciones adversas a medicamentos se deban a fármacos que no fueron suministrados por médicos, es decir casos de automedicación. 
Los medicamentos solo se deben dispensar en la farmacia bajo receta médica, excepto cuando el farmacéutico puede recomendar un medicamento de venta libre, como por ejemplo para un resfriado común, un dolor leve, etcétera.[cita requerida]
por eso Los farmacéuticos españoles reclaman que se revise la lista de medicamentos con receta porque en España no se la modifica desde 1985.[cita requerida]
Existen algunos casos llamativos, como el de los medicamentos Fluimucil (sin receta) y Flumil (con receta), que tienen igual composición,  la misma dosis y el mismo fabricante; la única diferencia es que uno necesita receta y el otro no, pero el segundo es más caro.

## Automedicación en animales
Véase Zoofarmacognosia